# Szinuhajr
Szinuhajr – wieś w Armenii, w prowincji Sjunik. W 2011 roku liczyła 2661 mieszkańców.